# Fiorde de Åby

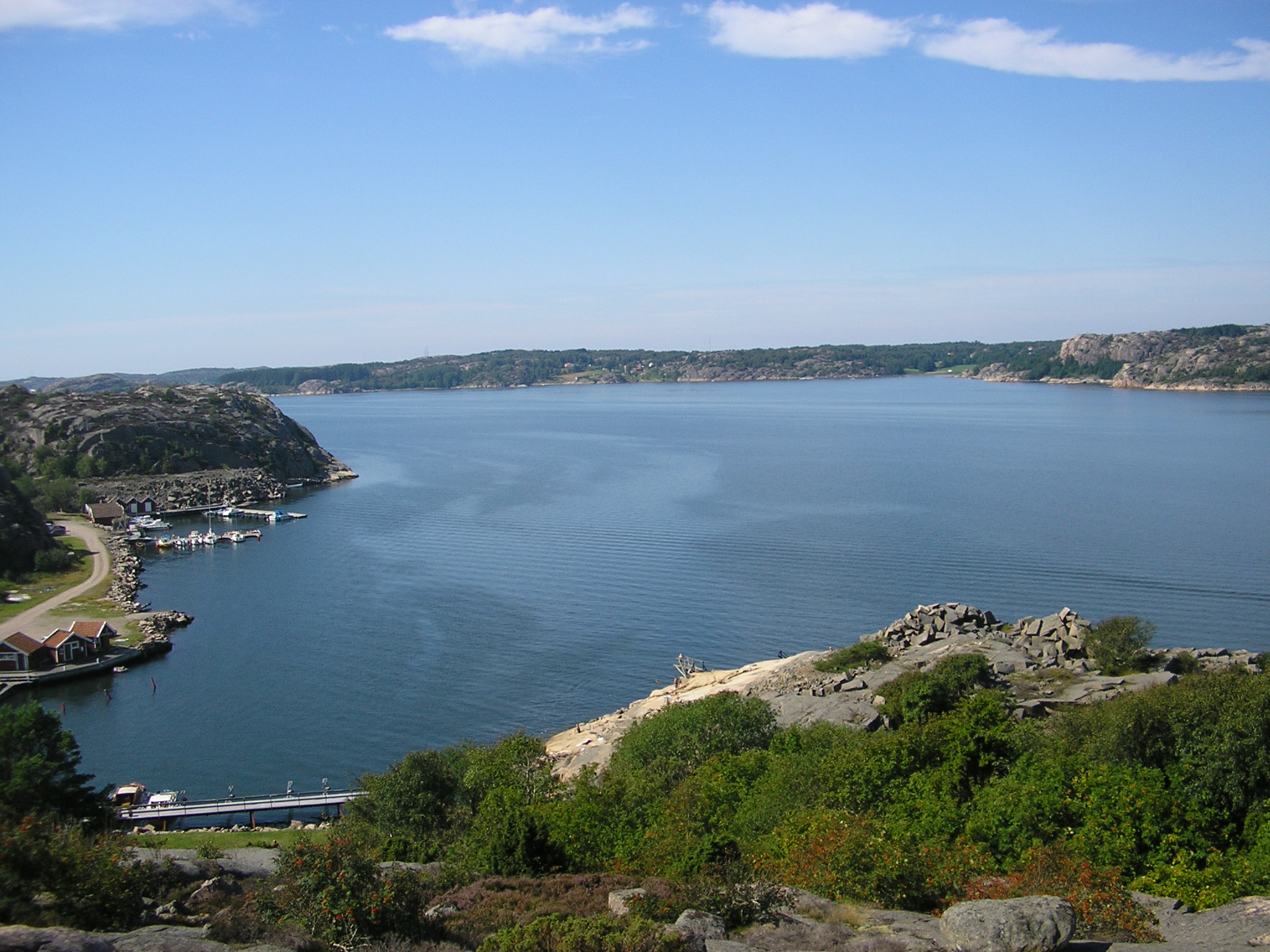
O Fiorde de Åby visto de Fågelviken.

O Fiorde de Åby – em sueco:  Åbyfjorden – é um fiorde da Suécia, situado na Bohuslän, entre as comunas de Sotenäs e Lysekil.

 
É um fiorde estreito com margens de granito.
Na sua margem norte fica o parque zoológico Nordens Ark.